# Свешников, Константин Алексеевич
Константин Алексеевич Свешников (19 августа 1956, Москва — 4 ноября 2023) — советский и российский физик, работавший в области квантовой теории поля и физики элементарных частиц, доктор физико-математических наук (1990), профессор кафедры квантовой теории и физики высоких энергий физического факультета МГУ (1993), директор Института теоретических проблем микромира имени Н. Н. Боголюбова (2008—2016).

## Биография
Константин Свешников родился в Москве 19 августа 1956 года. Его отец — Алексей Георгиевич Свешников, профессор, специалист в области математической физики, лауреат Государственной премии СССР (1976).
В 1973 году, после окончания средней школы, Константин Свешников поступил на физический факультет Московского государственного университета имени М. В. Ломоносова. После выбора специальности учился на кафедре физики высоких энергий, окончил факультет в 1979 году.
В 1982 году Свешников защитил кандидатскую диссертацию на тему «Квантовые солитоны в существенно нелинейных моделях теории поля» (научный руководитель — профессор Олег Антонинович Хрусталёв). В том же году он стал сотрудником кафедры квантовой теории и физики высоких энергий физического факультета МГУ (такое название кафедра получила в 1982 году, после объединения кафедры физики высоких энергий с кафедрой электродинамики и квантовой теории).
В 1990 году защитил докторскую диссертацию на тему «Метод ковариантных групповых переменных в квантовой теории полей с ненулевыми классическими составляющими», а в 1993 году стал профессором кафедры квантовой теории и физики высоких энергий, впоследствии был заместителем заведующего кафедрой. Под его руководством было защищено 12 кандидатских диссертаций и 14 дипломных работ.
Свешников вёл большую преподавательскую работу — он прочёл более двадцати учебных курсов, среди которых «Квантовая теория», «Введение в релятивистскую квантовую теорию», «Нелинейные эффекты в квантовых динамических системах», «Фермионы во внешних полях» и «Солитоны, инстантоны, скирмионы и кварковые мешки». Опубликованная им (вместе с соавторами) в 1985 году книга «Введение в квантовую теорию. Квантовая механика» используется при обучении студентов не только на физическом факультете МГУ, но и в других вузах (в частности, в Московском физико-техническом институте).
С 1991 года Свешников был членом Учёного совета Института теоретических проблем микромира имени Н. Н. Боголюбова при МГУ, а в 2008—2016 годах — директором этого института. Впоследствии Институт теоретических проблем микромира был преобразован в лабораторию при физическом факультете МГУ. В 2007—2017 годах Свешников был членом диссертационного совета Д 501.002.10 при МГУ по специальностям 01.01.03 (математическая физика) и 01.04.02 (теоретическая физика).
Константин Свешников скончался 4 ноября 2023 года. Похоронен на Хованском кладбище.

## Научные результаты
Константин Свешников является автором или соавтором около 150 научных работ, в том числе монографии «Введение в квантовую теорию. Квантовая механика». 24 статьи опубликованы в журнале «Теоретическая и математическая физика», также есть публикации в «Physical Review», «Nuclear Physics», «Physics Letters», «Annals of Physics», «International Journal of Modern Physics», «Modern Physics Letters» и других журналах.
Основные научные результаты Свешникова связаны с изучением нелинейных и нелокальных эффектов в различных моделях физики частиц, а также с применением методов квантовой теории поля к описанию фундаментальных взаимодействий между частицами. В частности, он исследовал влияние граничных условий на поведение квантовых систем в (полу)ограниченных пространствах, а также разработал ковариантный (относительно преобразований Лоренца) формализм квантования протяжённых частицеподобных энергетических кластеров (типа кинка, солитона или кваркового мешка), основанный на методе Боголюбова и использующий релятивистские операторы координат Ньютона — Вигнера. Ряд работ посвящён использованию эффективных киральных моделей низкоэнергетической физики адронов (модели барионов, релятивистские квазипотенциальные модели конфайнмента и т. д.).

## Некоторые публикации

### Книга
- Ф. А. Лунёв, К. А. Свешников, Н. А. Свешников, О. Д. Тимофеевская, О. А. Хрусталёв. Введение в квантовую теорию. Квантовая механика. — Издательство Московского университета, М., 1985. — 355 c.

### Статьи
- K. A. Sveshnikov. Dirac sea correction to the topological soliton mass, Physics Letters, 1990, v. B255, No. 2, p. 255—260, doi:10.1016/0370-2693(91)90244-K
- K. A. Sveshnikov. Quantum reduplication of classical solitons, Nuclear Physics, 1993, v. B405, No. 2—3, p. 451—478, doi:10.1016/0550-3213(93)90555-4
- K. A. Sveshnikov, P. K. Silaev, I. O. Cherednikov. UV-regularization of field discontinuities, Modern Physics Letters, 1997, v. A12, No. 2, p. 465—478, doi:10.1142/S0217732397000480
- Ю. С. Воронина, А. С. Давыдов, К. А. Свешников. Вакуумные эффекты для одномерного «атома водорода» при Z>Zc, Теоретическая и математическая физика, 2017, т. 193, № 2, с. 276—308, doi:10.4213/tmf9325
- P. A. Grashin, K. A. Sveshnikov. Vacuum polarization energy decline and spontaneous positron emission in QED under Coulomb supercriticality, Physical Review, 2022, v. D106, No. 1, 013003, doi:10.1103/PhysRevD.106.013003